# クリスチャン・ベイヤース
クリスチャン・ベイヤース（Christian Byers、1993年7月31日 - ）は、オーストラリア・シドニー出身の俳優。

## 略歴
2歳の頃から俳優を志しており、国立演劇芸術協会等の演劇レッスンを何回か受けたことがある。
初めてプロの仕事を引き受けたのは10歳の時、『ポビーとディンガン』でアシュモル・ウィリアムソン役のオーディションに合格したことによった。ちなみにオーディションに応募したきっかけは、地元の新聞でアシュモル役を募集しているという情報を彼の叔母から聞いたことで、合格通知が来たのは彼の誕生日であったという。
2006年、オーストラリアン・フィルム・インスティチュートにて、ヤング・アクターズ・アウォードにノミネートされた。

## 出演作品
- Hey, Hey, It's Esther Blueburger （2008年）Jacob Blueburger役
- ディセンバー・ボーイズ December boys （2007年）スパーク役
- ポビーとディンガン Opal Dream （2005年）アシュモル・ウィリアムソン役